# Аркадий Ваксберг
Аркадий Ваксберг е руски и съветски юрист, кандидат на юридическите науки, разследващ журналист и публицист, драматург, сценарист и писател на произведения в жанра биография, криминален роман, исторически роман и документалистика.

## Биография и творчество
Аркадий Йосифович Ваксберг е роден на 11 ноември 1927 г. в Новосибирск, Сибирски край, РСФСР, СССР, в еврейско семейство. Завършва през 1952 г. Юридическия факултет на Московския държавен университет. Прави следдипломно обучение в Института по законодателство и сравнително право и получава докторска степен като защитава дисертация на тема „Издателско споразумение по съветско гражданско право“.
Работи при адвокат Иля Брауде. Заедно с работата си пише съдебни есета публикувани в „Литературке“. Първата му книга „Автор в кино“ е издадена през 1961 г.
От 1973 г. работи във вестник „Литературная газета“. Същата година става член на Съюза на писателите на СССР. Член е на Съюза на кинематографистите и на Съюза на журналистите на СССР. Бил е заместник-председател на руския ПЕН център, Член е на Международния комитет по правата на човека „Писатели в затворите“.
Във вестника публикува статии за корупцията засягащи острите проблеми на съветското общество, най-известните, от които са „Баня“ и „Екран“ по времето на Леонид Брежнев, както и по време на Перестройката. От 1996 г. е собствен кореспондент на „Литературная газета“ в Париж и колумнист.
Биографичните книги, написани от Ваксберг, показват личността в историческия процес на фона на епохата. Автор е на много публицистични и литературни изследвания за видни съветски писатели като Максим Горки и Владимир Маяковски. Автор е на множество открития в съветските архиви, свързани с историята на СССР и международното комунистическо движение.
Романът му „Отровите на Кремъл. От Ленин до Путин“ от 2007 г. е сборник от истории разказано с помощта на архивни документи и спомени на очевидци за индивидуалните политически убийства, извършени от съветските и постсъветските тайни служби в различни страни.
Автор е на множество сценарии за филми. Някои от произведенията му са драматизирани в пиеси, като пиесата „Двубоят на столетието“ по повестта „Поединок столетия: Димитров“.
Аркадий Ваксберг умира след тежко и продължително заболяване в болница „Н. В. Склифосовски“ на 8 май 2011 г. в Москва, Русия.
Дъщеря му Татяна Ваксберг е известна българска журналистка.

## Произведения
- Автор в кино (1961)[7][8][1]
- В новогоднюю ночь: Из записок адвоката (1961)
- Суду все ясно (1962)
- Разговор на острую тему (1963)
- Преступник будет найден (1963) – разкази
Престъпникът ще бъде открит : Разкази за криминалистиката, изд.: „Народна младеж“, София (1964), прев. Величко Гюров
- Можно и нельзя (1964)
Може и не може, изд.: „Народна младеж“, София (1966), прев. Борис Иванов
- Наедине с собою (1966)
- Подсудимого звали искусство: Очерки (1967) – очерци
Времето произнася присъда, изд.: „Народна младеж“, София (1968, 1988), прев. Зоя Колева
- Поединок столетия: Димитров (1971) – документална повест
- Прокурор республики: Крыленко (1974) – документална повест
- По закону и совести (1975)
- У крутого обрыва: Очерки (1978)
Венециански медальони, изд.: ОФ, София (1981), прев. Сергей Михалков (и послеслов)
- Белые пятна (1987)
- Ночь на ветру (1982) – разкази за дейци на съвременното чуждестранно изкуство
Звезди : Театър, кино, естрада, изд.: „Народна младеж“, София (1986), прев. Магдалина Делиева-Младенова
- Царица доказательств. Вышинский и его жертвы (1992)
Царицата на доказателствата : Вишински и неговите жертви, изд. „Христо Ботев“ (1996), прев. Елеонора Тодорова
- Нераскрытые тайны (1993)
- Сталин против евреев (1995)
- Гибель Буревестника. Горький: Последние двадцать лет (1999)
Загадката Горки, литературен двуседмичник „Факел“ (1998) стр. 1948 – 1984, прев. Росица Бърдарска
- Моя жизнь в жизни – в 2 тома (2000)
- Валькирия Революции (2001)
- Любовь и коварство. Театральный детектив (2007)
- Из ада в рай и обратно. Еврейский вопрос по Ленину, Сталину и Солженицыну (2003)
- Загадка и магия Лили Брик (2004)
- Лаборатория ядов. От Ленина до Путина (2007)
Отровите на Кремъл. От Ленин до Путин, изд.: „Сиела“, София (2007), прев. Татяна Ваксберг
- Плешь Ильича и другие рассказы адвоката (2008) – сборник

### Пиеси
- Верховный суд: Хроника для театра (1983)

### Екранизации
- 1976 Всего одна ночь – сценарист
- 1981 Штормовое предупреждение – сценарист, по „Смерч“
- 1981 Провинциальный роман – сценарист
- 1983 Средь бела дня… – сценарист
- 1985 Новоселье (Специальный корреспондент. Командировка первая) – сценарист по пиесата
- 1986 Птичье молоко – сценарист
- 1989 Опасная зона – сценарист, испълнител на главната роля
- 2005 Реприза – сценарист
- 2006 Про это, про поэта и про Лилю Брик – документален, сценарист
- 2006 Большой театр военных действий – документален, сценарист, 6 серии
- 2009 Они унесли с собой Россию – сценарист
- 2015 Маяковский – сценарист